# Joseph Kabila
Joseph Kabila Kabange (* 4. června 1971), obecně znám jako Joseph Kabila, byl v letech 2001 až 2019 prezidentem Demokratické republiky Kongo. Hlavou státu se stal poté, co byl zavražděn jeho otec a předchozí prezident Laurent-Désiré Kabila.

## Život
Narodil se v Hewa Bora v provincii Jižní Kivu na východě dnešní Demokratické republiky Kongo v rodině pozdějšího povstaleckého vůdce a konžského prezidenta Laurenta-Désiré Kabily. Nicméně o legitimitě jeho otcovství, jeho věku a místě narození panují určité pochybnosti. Základní i střední školu dokončil v Tanzanii (v Dar es Salaamu a Mbeyi). Po první konžské válce, jíž se po boku svého otce účastnil od roku 1996, odešel studovat na Národní univerzitu obrany v Pekingu.
Dne 26. ledna 2001 se stal nejmladším africkým prezidentem. Jeho mandát byl potvrzen v roce 2006, kdy v prvních demokratických volbách v dějinách této země porazil svého soupeře Bembu. Podruhé byl zvolen 28. listopadu 2011 poté, co porazil Étienna Tshisekediho, bývalého premiéra za mobutuovského režimu.
Dle aktuální ústavy Demokratické republiky Kongo nesmí prezident vykonávat více, než dva mandáty za sebou. Kabilův druhý mandát vypršel koncem roku 2016. Přesto zůstával u moci na základě rozhodnutí spřízněného Ústavního soudu. Ten mu svým výnosem umožnil setrvat ve funkci prezidenta republiky až do prosince 2018, kdy se konečně uskutečnily nové volby. V nich vyhrál Félix Tshisekedi, který se následně v lednu 2019 ujal prezidentského úřadu.
V říjnu 2021 Joseph Kabila obhájil svou absolventskou práci na univerzitě v Johannesburgu. Na konci pětiletého studia mu byl udělen magisterský titul v oboru politologie a mezinárodní vztahy.